# Municipio de Northland (condado de Polk)
El municipio de Northland (en inglés: Northland Township) es un municipio ubicado en el condado de Polk en el estado estadounidense de Minnesota. En el año 2010 tenía una población de 160 habitantes y una densidad poblacional de 1,71 personas por km².

## Geografía
El municipio de Northland se encuentra ubicado en las coordenadas 48°3′52″N 96°57′17″O / 48.06444, -96.95472. Según la Oficina del Censo de los Estados Unidos, el municipio tiene una superficie total de 93.66 km², de la cual 93,66 km² corresponden a tierra firme y (0 %) 0 km² es agua.

## Demografía
Según el censo de 2010, había 160 personas residiendo en el municipio de Northland. La densidad de población era de 1,71 hab./km². De los 160 habitantes, el municipio de Northland estaba compuesto por el 97,5 % blancos y el 2,5 % eran de una mezcla de razas. Del total de la población el 2,5 % eran hispanos o latinos de cualquier raza.